# 11118 Modra
11118 Modra eller 1996 PK är en asteroid i huvudbältet som upptäcktes den 9 augusti 1996 av de båda slovakiska astronomerna Adrián Galád och Dušan Kalmančok vid Modra-observatoriet. Den är uppkallad efter Modra-observatoriet.
Asteroiden har en diameter på ungefär 7 kilometer.